# Imelda
Imelda – imię żeńskie pochodzenia germańskiego, złożone z elementów irmen – "cały" i hild – "walka". Istnieją trzy błogosławione patronki tego imienia:
- Imelda Lambertini
- Maria Imelda od Jezusa Hostii, właśc. Jadwiga Karolina Żak

Imelda imieniny obchodzi 12 maja i 4 września.
Znane osoby noszące to imię:
- Imelda Marcos – żona prezydenta Filipin
- Imelda Staunton – brytyjska aktorka.
- Imelda May – irlandzka piosenkarka.

Zobacz też: (34919) Imelda